# Igor Tuleya
Igor Zygmunt Tuleya (Łódź, 24 augustus 1970) is een Poolse advocaat, rechter van de regionale rechtbank in Warschau en is voormalig woordvoerder van deze rechtbank. Hij is bekend vanwege zijn kritiek op de technieken gebruikt door de overheid en zijn strijd tegen de gerechtelijke hervormingen omdat hij deze als een bedreiging ziet voor gerechtelijke onafhankelijkheid.

## Leven

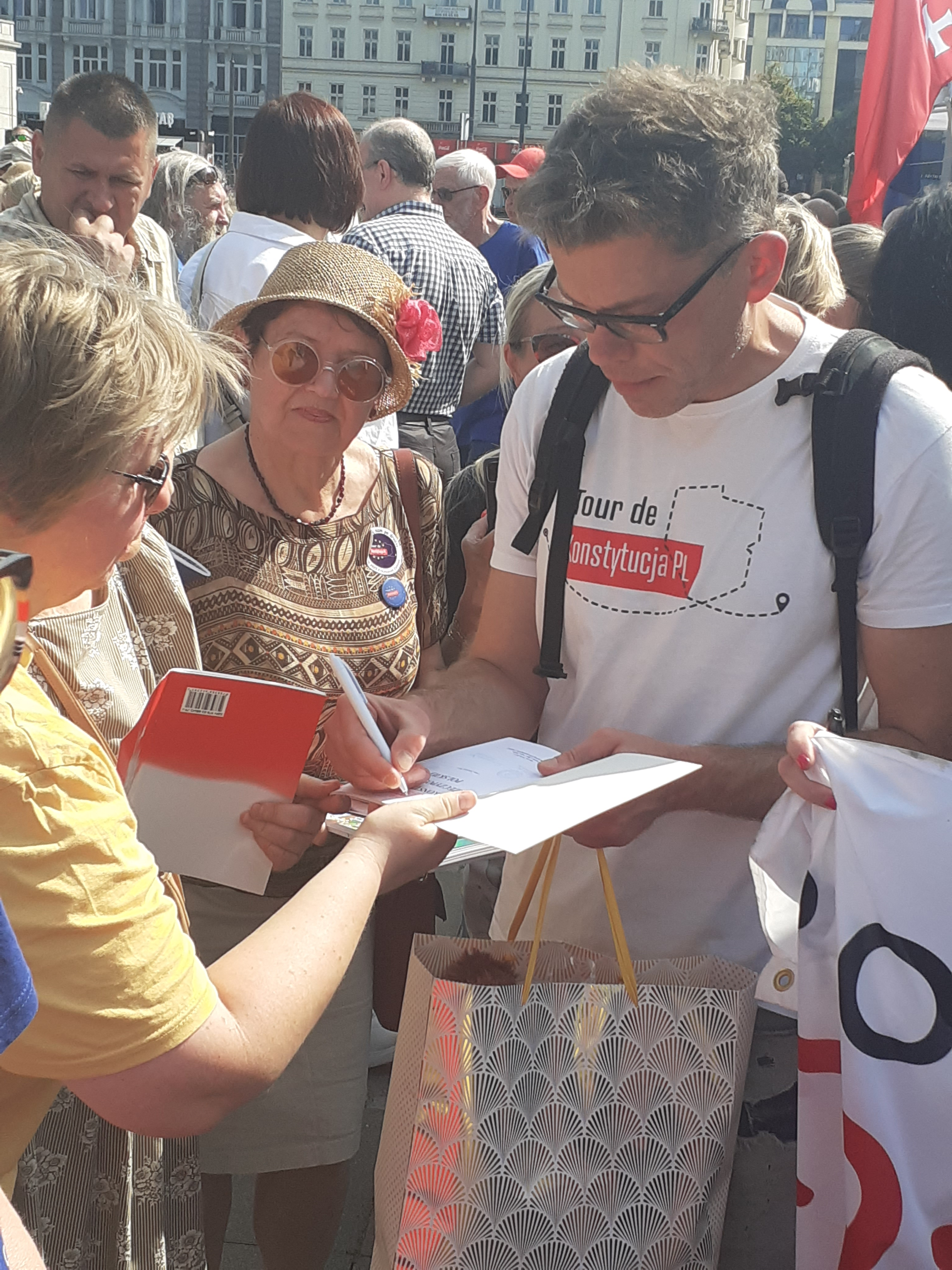
Igor Tuleya, 2022.

Tuleya werd geboren in Łódź en groeide op in Warschau. Aanvankelijk overwoog hij medicijnen te studeren, maar hij begon rechten te studeren aan de Universiteit van Warschau.
Hij was rechter bij de rechtbank in Nowy Dwór Mazowiecki. In 2007 behandelde hij daar een zaak betreffende een klacht van voormalig ambtenaar Janusz Kaczmarek, die verdacht werd van het lekken van staatsgeheimen. Tuleya vonniste dat zijn arrestatie ongerechtvaardigd, incorrect en zelfs 'illegaal' was. Tuleya werd vervolgens door de aanklager van partijdigheid beschuldigd.
In 2010 werd hij, na een gerechtelijke carrière van 14 jaar, tot rechter van de regionale rechtbank in Warschau. Vanaf 2012 was hij de persrechter bij deze rechtbank, hij zou zijn positie verliezen als gevolg van zijn rechtvaardiging van het vonnis met betrekking tot Mirosław Garlicki.
Op 4 januari 2013 veroordeelde hij de arts Mirosław Garlicki tot een jaar gevangenisstraf, twee jaar schorsing, en een boete voor het accepteren van 17.500 zloty aan steekpenningen. Hij sprak hem echter vrij op de aanklacht van seksueel misbruik en het veroorzaken van de dood van een patiënt.
In zijn toelichting op het vonnis sprak Tuleya zijn afkeuring uit over het gedrag van de overheid. Garlicki werd volgens hem neergezet als personificatie van het immorele gedrag van artsen en de postcommunistische elite in het algemeen. De rechter vergeleek het gedrag van de diensten met die bekend uit de stalinistische tijd (bedreigingen, nachtelijke verhoren, ongerechtvaardigde aanhoudingen). Naar aanleiding hiervan werden tuchtprocedures opgestart door de het anticorruptiebureau.
In 2015, nadat de partij  Prawo i Sprawiedliwość (Recht en Rechtvaardigheid, PiS) aan de macht was gekomen, werd dit vonnis als bewijs van de corruptie van het Poolse rechtsstelsel naar voren gebracht.
In 2017 belandde Polen in een constitutionele crisis rond het hooggerechtshof en het tuchtstelsel voor rechters. Tuleya vroeg, net als enkele andere rechters, hierbij het Hof van Justitie van de Europese Unie om een prejudiciële beslissing over in hoeverre de nieuwe wetten die het rechtssysteem in Polen moesten hervormen, in overeenstemming waren met de Europese normen inzake gerechtelijke onafhankelijkheid. Op 24 september 2019 oordeelde de advocaat-generaal van het HvJ dat de prejudiciële vragen van de rechtbanken met betrekking tot het tuchtstelsel voor rechters in Polen niet-ontvankelijk moeten worden verklaard. Volgens de advocaat-generaal is onvoldoende duidelijk gemaakt dat er daadwerkelijk inbreuk is gemaakt op de gerechtelijke onafhankelijkheid.
Tuleya bekritiseerde ook andere veranderingen in de rechterlijke macht die werden geïntroduceerd  onder Recht en Rechtvaardigheid. In september 2018 vroeg de disciplinaire ombudsman voor rechters hem en twee andere rechters om opheldering over hun deelname aan televisieprogramma's en de door hen geuite kritiek. Als gevolg van zijn kritiek op de overheid werd Tuleya bedreigd.